# De Komische film
De Komische film (en valencià: El cine d'humor) és un llibre de monografies realitzat per l'escriptor holandès Constant Van Wessem i el dissenyador gràfic holandès Piet Zwart, i editat per l'editorial Uitgeversmaatschappij de W.L. i J. Brusse N.V. És el número 9 d'un projecte d'editorial de 10 llibres de cine titulat Monografiën der Filmkunst (Monografies d'art cinematogràfic) que van ser publicats entre 1931 i 1933 a Rotterdam per C.J. Graadt van Roggen. De Komische film té embolcalls adjunts doblegats en francès amb 50 pàgines i 100 fotografies en blanc i negre dels primers actors i directors de comèdia, inclosos Larel i Hardy i Charles Chaplin i fins i tot Mickey Mouse.
Piet Zwart va experimentar amb un fràgil laminat de teixit activat per calor a les cobertes de Filmkunst per donar un vernís glossat a la tipografia i les fotografies de les seves composicions. Aquest laminat s'ha endurit al llarg dels anys i ha fet que tota aquesta sèrie sigui pràcticament impossible de trobar en condicions de col·lecció. Cada edició presenta un disseny de portada, tipografia de portada i dissenys d'interiors de Piet Zwart; aquestes portades s'han reimprès moltes vegades en el disseny gràfic del segle xx. i són considerades importants en el disseny gràfic d'avantguarda. La tipografia d'aquesta sèrie dels anys 30 de deu llibres sobre cinema modern mostren el “typotekt” holandès en el seu apogeu.

## Llista dels llibres[1]
1. Het Linnen Venster, 1931 C.J. Graadt van Roggen
2. Dertig jaar film, 1932 L.J. Jordaan
3. Nederlandsche filmkunst, 1933 Henrik Scholte
4. Russische filmkunst, 1932 Th. B.F. Hoyer
5. Duitsche filmkust, 1931 Simon Koster
6. Fransche filmkunst, 1931 Elisabeth de Roos
7. Amerikaansche filmkunst, 1931 Jo Otten
8. De absolute film, 1931 Menno ter Braak
9. De komische film, 1931 Constant van Wessem
10. De geluidsfilm, 1933 Lou Lichtveld

## Innovacions[2][3]
Les 10 portades d'aquesta sèrie van ser dissenyades per P. Zwart com una mena de fotomuntatges. Una de les grans innovacions que realitza Zwart amb aquesta portada i la resta de la sèrie és la combinació de diferents tipografies, així com la utilització al mateix temps de majúscules i minúscules en un mateix treball. En aquest cas manté la identitat tipogràfica de la sèrie “film”, al temps que fixa la manera com el títol del llibre i l'autor apareixen a les portades: sempre al centre del full, desenvolupats en dues línies i amb disposició diagonal. D'aquesta manera, en unificar la composició interna de les portades, els confereix la idea de sèrie i col·lecció. Va millorar l'efecte de les portades a través de combinacions sovint complicades de fotomuntatge i impressió doble. El material bàsic per a aquestes portades sovint estava format per fotos de pel·lícules existents, però en alguns casos també per fotos del mateix Piet Zwart, com es el cas de De Komische film.
A més de convertir en característica pròpia la feina dels colors vermell, blau i groc, sigui a la tipografia o a la fotomecànica, i d'apostar per l'asimetria a la composició de la pàgina, De Komische film també exemplifica l'experimentació amb la fotografia i el fotomuntatge que Zwart incorpora als seus treballs cap a 1926. Aquí ha recorregut al capdavant de dos homes amb bombí, com a element substancial a l'actor de cinema d'humor: Laurel i Hardy i, sobretot, Charles Chaplin, a qui convoca a través dels seus senyals d'identitat: barret, bigoti, bastó i sabates. Amb tots aquests recursos Zwart va compondre una portada dominada per la idea de moviment, la principal característica del cinema. El propi dissenyador es definia com a tipotect, apuntant a la seva formació l'equilibri entre tipògraf i arquitecte, sintetitzant la manera de fer la seva feina com la d'algú que construeix amb formes, imatges i text. Quan es completa aquesta sèrie de pel·lícules, Zwart abandona els projectes tipogràfics per concentrar-se en el disseny industrial i de mobles.
Aquest treball, amb els seus èxits dins del disseny gràfic, se situa entre dues de les grans aportacions de Zwart al medi: els primers exemples de publicitat industrial (fulletons, cartilles, anuncis, etc.) per a NKF i el projecte de llarg recorregut per Staatsbedrijf der Posterijen, Telegrafie a Telefonie (PTT, Companyia holandesa de Correus, Telègrafs i Telèfon).